# Berylliumnitrid
Berylliumnitrid ist eine anorganische chemische Verbindung des Berylliums aus der Gruppe der Nitride.

## Gewinnung und Darstellung
Berylliumnitrid kann durch Reaktion von Beryllium mit Ammoniak bei 1100 °C gewonnen werden.
{\displaystyle \mathrm {3\ Be+2\ NH_{3}\longrightarrow \ Be_{3}N_{2}+3\ H_{2}} }
Es kann auch aus den Elementen dargestellt werden bei Temperaturen zwischen 1100 °C und 1500 °C.
{\displaystyle \mathrm {3\ Be+N_{2}\longrightarrow Be_{3}N_{2}} }
Es entsteht auch bei der Verbrennung von Beryllium an Luft neben Berylliumoxid.

## Eigenschaften
Berylliumnitrid ist ein weißer bis grauer Feststoff, der sich in Wasser langsam, in Säuren und Basen schnell unter Ammoniakabgabe zersetzt.
{\displaystyle \mathrm {Be_{3}N_{2}+6\ HCl\longrightarrow 3\ BeCl_{2}+2\ NH_{3}} }
{\displaystyle \mathrm {Be_{3}N_{2}+6\ NaOH\longrightarrow 3\ Na_{2}BeO_{2}+2\ NH_{3}} }
{\displaystyle \mathrm {Be_{3}N_{2}+6\ H_{2}O\longrightarrow 3\ Be(OH)_{2}+2\ NH_{3}} }
An Luft oxidiert er bei Temperaturen ab 600 °C. Im Vakuum sublimiert er bei Temperaturen ab 2000 °C. Die Verbindung kommt in zwei Modifikationen vor. α-Berylliumnitrid besitzt eine kubische Kristallstruktur vom Defekt-Anti-Bixbyit-Typ (a = 814,518 pm) mit der Raumgruppe Ia3 (Raumgruppen-Nr. 206) und β-Berylliumnitrid mit einer hexagonalen Kristallstruktur und der Raumgruppe P63/mmc (Nr. 194). Die Tieftemperaturform α-Berylliumnitrid wandelt sich bei etwa 1450 °C in die Hochtemperaturform β-Berylliumnitrid um. In α-Berylliumnitrid sind die Be-Atome tetraedrisch von vier N-Atomen umgeben, die N-Atome verzerrt oktaedrisch von sechs Be-Atomen.

## Verwendung
Berylliumnitrid wird als feuerfeste Keramik und in Atomreaktoren verwendet. Es wird auch zur nukleartechnischen Herstellung von C14 verwendet, der als Radiotracer oder als Radiopharmakon verwendet wird.